# Zoran Kravar
Akademik Zoran Kravar (Zagreb, 25. svibnja 1948. − Zagreb, 22. lipnja 2013.) bio je hrvatski književni povjesničar, književni kritičar i esejist.
Područje njegova znanstvenog zanimanja bili su hrvatska književnost 17. stoljeća, poredbena povijest hrvatskog stiha, lirika Antuna Gustava Matoša te antimodernizam i fantasy. Bio je zamjenik glavnog urednika (Velimira Viskovića) u četverosveščanoj Hrvatskoj književnoj enciklopediji Leksikografskog zavoda Miroslav Krleža. Pisao je i poeziju.

## Životopis
Zoran Kravar rođen je 1948. u Zagrebu. Srednju školu završio je u Zadru, a u Zagrebu je studirao komparativnu književnost i filozofiju. Od 1973. bio je zaposlen na Odsjeku za komparativnu književnost na matičnom fakultetu.
U znanosti o književnosti javio se u prvoj polovici 1970-ih raspravama o hrvatskoj baroknoj književnosti, koje je potom skupno objavio u knjizi Studije o hrvatskom književnom baroku (Zagreb, 1975.). Već su i prvi njegovi radovi privukli pozornost stručne javnosti, a kad se pojavila knjiga, postalo je jasno da je hrvatska znanost dobila stručnjaka širokih vidika, temeljite naobrazbe i zavidne kreativnosti. Hrvatskim barokom bavio se Kravar i poslije, pa je o njemu objavio knjigu Nakon godine MDC (1993.), načevši u njoj neka teška načelna i specijalna pitanja, kao što su varijante našeg baroka, društveni status lirike u ono doba ili značenje Gundulićeva Osmana. S hrvatskim je barokom Kravar upoznao i europsku stručnu javnost, objavivši 1991. kod uglednog njemačkog izdavača knjigu Das Barock in der kroatischen Literatur, koja međutim nipošto nije bila tek informacija stranu čitatelju nego bitan doprinos našim znanjima o hrvatskoj književnoj kulturi 17. i 18. stoljeća.
S vremenom je Kravar svoje stručno zanimanje širio i na druga područja. Kronološki gledano, prvo je među njima bilo područje hrvatske metrike i teorije stiha općenito. O nekima od ključnih tema te struke pisao je i u studijama što su skupljene u dvjema knjigama: Tema 'stih' (Zagreb, 1993.) i Stih i kontekst (Split, 1999). Govoreći o hrvatskom stihu, dao je vrlo zanimljive sugestije o vezi između izbora stiha i poetičke, pa čak i političke orijentacije pojedinih pjesnika, dok je, govoreći o načelnim teorijskim temama, ponudio vrlo upotrebljivu formulu o ritmu u retku i ritmu redaka. Obavio je pri tome i neka statistička istraživanja, koja su nam do tada bila nedostajala.
Nakon stiha, ili paralelno s njim, privukla je Kravara tema kojom se do danas u ovom ili onom obliku bavi, a to su antimodernističke tendencije u filozofiji i književnosti. Poznajući temeljito svjetonazorsku pozadinu tih tendencija – njihov povijesni kontekst, njihove misaone temelje i misaone realizacije – ponudio je niz vrlo zanimljivih uvida u manifestacije antimodernizma u kulturi oko godine 1900., i to najprije u europskoj (Antimodernizam, Zagreb, 2003.), a onda i u hrvatskoj (Svjetonazorski separei, Zagreb, 2005.). Nastavak je toga zanimanja njegova knjiga pod naslovom Uljanice i duhovi (Zagreb, 2009.), u kojoj spaja strog znanstveni uvid s opuštenim načinom izlaganja i briljantnim književnim stilom pišući o vrlo raznolikim temama, od uličnih grafita do Wagnerovih opera, pa i ne čudi što je knjiga na raznim stranama naišla na vrlo povoljan odjek. Slično se može reći i za njegovo posljednje djelo Kad je svijet bio mlad (Zagreb, 2010.), u kojem se bavi tzv. visokom fantastikom (fantasyjem) i njezinom svjetonazorskom pozadinom.
Doda li se tome i podatak da je Kravar napisao mnogo priloga u leksikonima i enciklopedijama, domaćim i stranim (npr. Krležijana, Leksikon hrvatskih pisaca i dr.) te da je redovito surađivao u stručnoj periodici, jasno je da je riječ o znanstveniku izrazita stručnog profila i nedvojbena radnog potencijala, iza kojega stoje vrijedni prinosi hrvatskoj filologiji. Također je nezaobilazan njegov doprinos razumijevanju lirike i versifikacije Antuna Gustava Matoša.
Godine 2012. postao je redoviti član Razreda za književnost Hrvatske akademije znanosti i umjetnosti.
Preminuo je, nakon duge bolesti, u Zagrebu u 66. godini 22. lipnja 2013. godine. Povodom desete obljetnice smrti, u Zagrebu je na Filozofskom fakultetu održan skup u njegovu čast. Glavni su organizatori bili njegovi bivši studenti, profesori Tomislav Bogdan i Slaven Jurić.

## Knjige
- Studije o hrvatskom književnom baroku (Zagreb 1975.)
- Funkcija i struktura opisa u hrvatskom baroknom pjesništvu (Zagreb 1980.)
- Das Barock in der kroatischen Literatur (Köln–Weimar–Beč 1991.)
- Nakon godine MDC: studije o književnom baroku i dodirnim temama (Dubrovnik 1993.)
- Tema »stih« (Zagreb 1993.)
- Lirika i proza Antuna Gustava Matoša (s Dubravkom Oraić-Tolić, u ediciji Ključ za književno djelo, Zagreb 1996.)
- Vinograd (pjesme), Zagreb 1998.
- Stih i kontekst: teme iz povijesti hrvatskoga stiha (Split 1999.)
- Književni protusvjetovi: poglavlja iz hrvatske moderne (s Nikolom Batušićem i Viktorom Žmegačem, Zagreb 2001.)
- Antimodernizam (Zagreb 2004.)
- Sinfonia domestica: članci o domaćoj književnosti 1. i 2. stupnja (Zadar 2005.)
- Svjetonazorski separei: antimodernističke tendencije u hrvatskoj književnosti ranoga 20. stoljeća (Zagreb 2005.)
- Uljanice i duhovi (Zagreb 2009.)[5][6]
- Kad je svijet bio mlad: visoka fantastika i doktrinarni antimodernizam (Zagreb 2010.; drugo izdanje Beograd 2010.)

## Nagrade i priznanja
- 2001.: Nagrada Fonda Miroslav Krleža, za književno djelo od iznimnog značenja za hrvatsku književnost za razdoblje 1999. – 2001., za knjigu Stih i kontekst
- 2002.: Nagrada Josip Juraj Strossmayer (s Nikolom Batušićem i Viktorom Žmegačem) za Književne protusvjetove
- 2008.: Nagrada SFERA, za esej Duboka fikcija - J.R.R. Tolkien
- 2009.: Nagrada HAZU, u području književnosti za knjigu Uljanice i duhovi
- 2010.: Nagrada Ivan Goran Kovačić, za knjigu Uljanice i duhovi
- 2011.: Nagrada SFERA u kategoriji eseja za knjigu Kad je svijet bio mlad: visoka fantastika i doktrinarni antimodernizam[7]
- 2011.: Godišnja nagrada Filozofskoga fakulteta u Zagrebu, za knjigu Kad je svijet bio mlad: visoka fantastika i doktrinarni antimodernizam
- 2011.: Nagrada Grada Zagreba, za sveukupan znanstveni rad i doprinos književnoj znanosti

## Vanjske poveznice
Mrežna mjesta
- Zoran Kravar Odsjek za komparativnu književnost Filozofskog fakulteta u Zagrebu
- Zoran Kravar, HAZU
- Kravar, Zoran Hrvatska enciklopedija
- Kravar, Zoran, Krležijana